# Arrondissement Chambéry
Arrondissement Chambéry (fr. Arrondissement de Chambéry) je správní územní jednotka ležící v departementu Savojsko a regionu Rhône-Alpes ve Francii. Člení se dále na 22 kantony a 161 obcí.

## Kantony
| - Aix-les-Bains-Centre - Aix-les-Bains-Nord-Grésy - Aix-les-Bains-Sud - Albens - Chambéry-Est - Chambéry-Nord - Chambéry-Sud - Chambéry-Sud-Ouest - Chamoux-sur-Gelon - Le Châtelard - Cognin | - Les Échelles - Montmélian - La Motte-Servolex - Le Pont-de-Beauvoisin - La Ravoire - La Rochette - Ruffieux - Saint-Alban-Leysse - Saint-Genix-sur-Guiers - Saint-Pierre-d'Albigny - Yenne |